# بخش گور
بخش گور (به لاتین: Goure Department) یک منطقهٔ مسکونی در نیجر است که در Zinder Region واقع شده‌است.